# Kazuo Shimizu
Kazuo Shimizu (清水 和男 Shimizu Kazuo?), född 30 april 1975 i Shizuoka prefektur, är en japansk före detta fotbollsspelare.
Shimizu började sin karriär 1994 i Cerezo Osaka. Han spelade 58 ligamatcher för klubben. Han avslutade karriären 2001.